# Бифе Титаник (филм)
Бифе Титаник је југословенски филм из 1979. године. Режирао га је Емир Кустурица, а сценарио је писао Јан Беран. Филм је заснован на приповеци Бифе „Титаник” Иве Андрића